# Mordellistena cattleyana
Mordellistena cattleyana is een keversoort uit de familie spartelkevers (Mordellidae). De wetenschappelijke naam van de soort is voor het eerst geldig gepubliceerd in 1913 door Champion.